# Pepsi Grand Slam 1980
Il Pepsi Grand Slam 1980 è stato un torneo di tennis giocato sulla terra verde. È stata la 5ª edizione del Pepsi Grand Slam, che fa parte del Volvo Grand Prix 1980. Il torneo si è giocato a Boca Raton negli Stati Uniti, dall'8 al 10 febbraio 1980.

## Campioni

### Singolare maschile
Björn Borg ha battuto in finale  Vitas Gerulaitis con il punteggio di 6–1, 5–7, 6–1